# قرار مجلس الأمن التابع للأمم المتحدة رقم 1147
قرار مجلس الأمن التابع للأمم المتحدة رقم 1147، المتخذ بالإجماع في 13 كانون الثاني / يناير 1998، بعد الإشارة إلى القرارات السابقة بشأن كرواتيا بما في ذلك القرارات 779 (1992)، 981 (1995)، 1025 (1995)، 1038 (1996)، 1066 (1996)، 1093 (1997) و1119 (1997)، أذن المجلس لبعثة مراقبي الأمم المتحدة في بريفلاكا بمواصلة مراقبة نزع السلاح في منطقة شبه جزيرة بريفلاكا في كرواتيا حتى 15 يوليو 1998.
ورحب المجلس بما أحرزته كرواتيا وجمهورية يوغوسلافيا الاتحادية (صربيا والجبل الأسود) من تقدم في اعتماد مقترحات عملية اقترحها مراقبو الأمم المتحدة العسكريون في أيار / مايو 1996 من أجل تخفيف حدة التوتر وتحسين السلامة والأمن في المنطقة بالإضافة إلى حل نزاع بريفلاكا. كان هناك قلق من الانتهاكات طويلة الأمد لنظام التجريد من السلاح، لكن لاحظ أن هذه الانتهاكات حدثت في كثير من الأحيان. وظل وجود المراقبين العسكريين التابعين للأمم المتحدة أساسياً للمفاوضات.
وحث الطرفان على التنفيذ الكامل لاتفاق بشأن تطبيع العلاقات بينهما والامتناع عن العنف وكفالة حرية التنقل لمراقبي الأمم المتحدة. طُلب من الأمين العام كوفي عنان تقديم تقرير إلى المجلس عن الحالة بحلول 5 تموز / يوليو 1998 فيما يتعلق بالتقدم المحرز نحو حل سلمي للنزاع بين البلدين. أخيرًا، طُلب من قوة تحقيق الاستقرار، المصرح بها في القرار 1088 (1996)، التعاون مع بعثة مراقبي الأمم المتحدة في بريفلاكا.

## روابط خارجية
- نص القرار في undocs.org